# Raymond Affleck
Pour les articles homonymes, voir Affleck.
Raymond T. Affleck  né le 20 novembre 1922 Penticton (Colombie-Britannique) et mort le 16 mars 1989 à Montréal (Québec, Canada) est un architecte. Ses grandes réalisations se situent majoritairement au centre-ville de Montréal, à la Place Ville-Marie et à la Place Bonaventure.
Raymond Affleck a créé avec  Guy Desbarats  et Jean-Charles-Édouard Michaud, diplômés d’architecture de l’Université McGill,  équipe complétée au fur et à mesure des années par Fred Lebensoldn, Hazen Sise, Dimitri Dimakopoulos, une association d’architectes, connue, dans les années 1960, sous le nom d’Affleck, Desbarats, Dimakopoulos, Lebensold & Sise.
De 1956 à 1962, devient experte dans les grands projets de rénovation urbaine. Le Canadien National lui confie la conception de la place Bonaventure, réalisée entre 1964 et 1968.
À la fin des années 1960, Affleck et Lebensold s’associent à Arthur Boyd Nichol et Ramesh Khosla, et rebaptisent la firme sous le nom d'Arcop (en) (Architects in Co-partnership) en 1970. 
Réalisations à Montréal : place Ville-Marie, salle de concert Place des Arts, Stephen Leacock Building (en) de l'université McGill, place et hôtel Bonaventure, la Maison-Alcan ; ailleurs : construction du pavillon japonais de l'exposition universelle de 1967 (avec Y. Ashihara) ; Mughal Hotel à Agra (Inde), Life sciences complex de l'Université Dalhousie à Halifax.